# Ludmiła Krochina
Ludmiła Wasiljewna Krochina (ros. Людмила Васильевна Крохина; ur. 10 stycznia 1954 w Moskwie) – radziecka wioślarka, brązowa medalistka olimpijska z Montrealu (1976).
W 1976 roku wystąpiła na igrzyskach olimpijskich w Montrealu, podczas których wzięła udział w jednej konkurencji – rywalizacji czwórek ze sternikiem. Reprezentantki Związku Radzieckiego (w składzie: Nadieżda Siewostjanowa, Ludmiła Krochina, Galina Miszenina, Anna Pasocha oraz sterniczka Lidija Kryłowa) zdobyły w tej konkurencji brązowy medal olimpijski, uzyskując w finale czas 3:49,38 i przegrywając z osadami z Niemieckiej Republiki Demokratycznej i Bułgarii. 
W 1975 roku wzięła udział w mistrzostwach świata w Nottingham. Zajęła czwarte miejsce w czwórkach ze sternikiem, uzyskując w finale rezultat 3:31,36.